# Hold Anything
Pour plus de détails, voir Fiche technique et Distribution.
Hold Anything est un dessin animé américain réalisé par Rudolf Ising et Hugh Harman, produit par la Warner Bros. Pictures, dans la série des Bosko (Looney Tunes), sorti en 1930.
Il a été réalisé par Hugh Harman et produit par Hugh Harman et Rudolf Ising. De plus, Leon Schlesinger est crédité comme producteur associé.

## Fiche technique
- Titre original : Hold Anything
- Réalisation : Rudolf Ising et Hugh Harman
- Producteurs : Hugh Harman, Rudolf Ising et Leon Schlesinger
- Musique : Frank Marsales
- Production : Leon Schlesinger Studios
- Distribution : Warner Bros. Pictures
- Durée : 6 minutes
- Format : noir et blanc - mono
- Langue : anglais
- Pays : États-Unis
- Date de sortie :
  - États-Unis : octobre 1930
- Genre : Dessin-animé
- Licence : Domaine public[1]